# Слупськ
Слупськ (пол. Słupsk, нім. Stolp, лат. Stolpe) — місто в північній Польщі на річці Слупя, близько 18 км від Балтійського моря. Місто розташовується на трасі європейського маршруту E28.

## Історія
У VIII столітті, на пагорбі поблизу річки Слупя, на торговому шляху до Колобжегу, було побудовано фортецю. В цих місцинах, оточених непідступними болотами, було засноване невелике поселення.

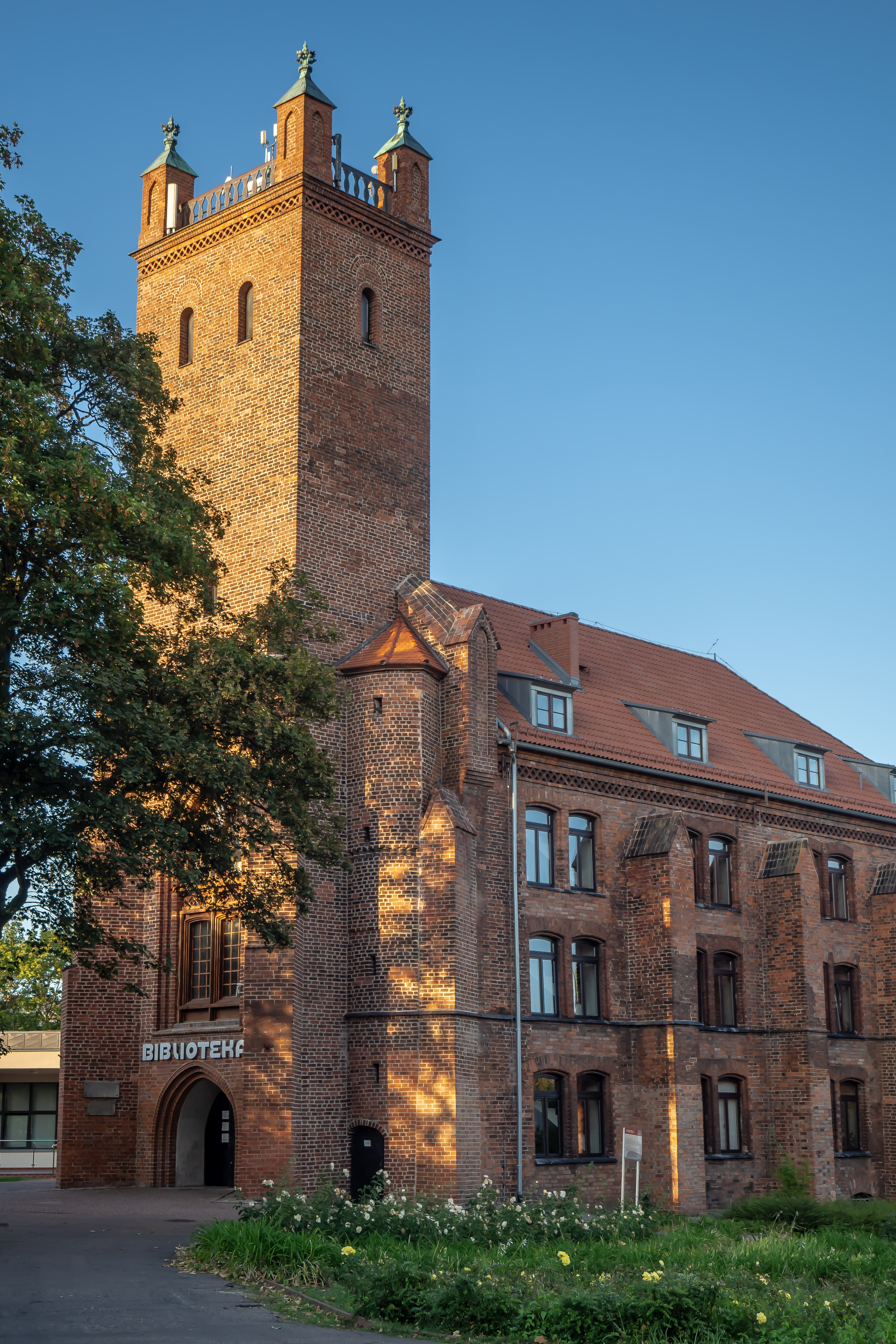
Бібліотека в Слупську, XVI століття

Перші згадки про місто відносяться до 1015 року. Близько 1236 року, разом зі всіма Слупсько-Славськими землями, місто увійшло до складу Східної Померанії. У другій половині серпня 1265 року, від герцога Гданського, Слупськ отримав Любецьке міське право. В 1307 році у володіння містом вступили Бранденбурги, які в 1310 році надали йому Магдебурзьке право. 1317 року, після переможної війни над Бранденбургами, Слупськ опинився під владою західнопоморських князів, проте у 1329 році герцоги Оттон I і Барнім III віддали місто в оренду на 12 років до Тевтонського ордену. 1342 року Слупськ знову став частиною Західної Померанії. 1368-го року місто отримало від князя Богуслава V монетний привілей, що означало формальну самостійність Слупського князівства. 1468 року Слупське князівство увійшло до складу Поморського герцогства. В 1637 році, після Тридцятирічної війни, місцева династія Грифітів обірвалася, хоча певну незалежність князівства вдалося утримати до 1648 року, коли місто перейшло під управління курфюстів Бранденбурга під назвою Штольп у складі Прусського герцогства, а з 1701 — королівства. 1807 року місто, яке було опорним пунктом Східної Пруссії проти Наполеона, було захоплене польськими солдатами Міхала Сокольницького, з генералом на чолі. Розбивши французів, польські солдати через два тижні залишили місто.
1816 року Слупськ опинився у складі Кешлінського регентства Східної Пруссії. В ці часи був збудований крохмальний та горілчаний заводи, броварні та меблеві фабрики. У 1869-70 роках в місті була прокладена перша залізнична дорога, яка з'єднала міста Щецин і Данциг. Будівництво та промисловість, в основному, були зосереджені вздовж колійної дороги, що вела до залізничної станції. З 1 квітня 1898 року Слупськ став окремим окружним містом.

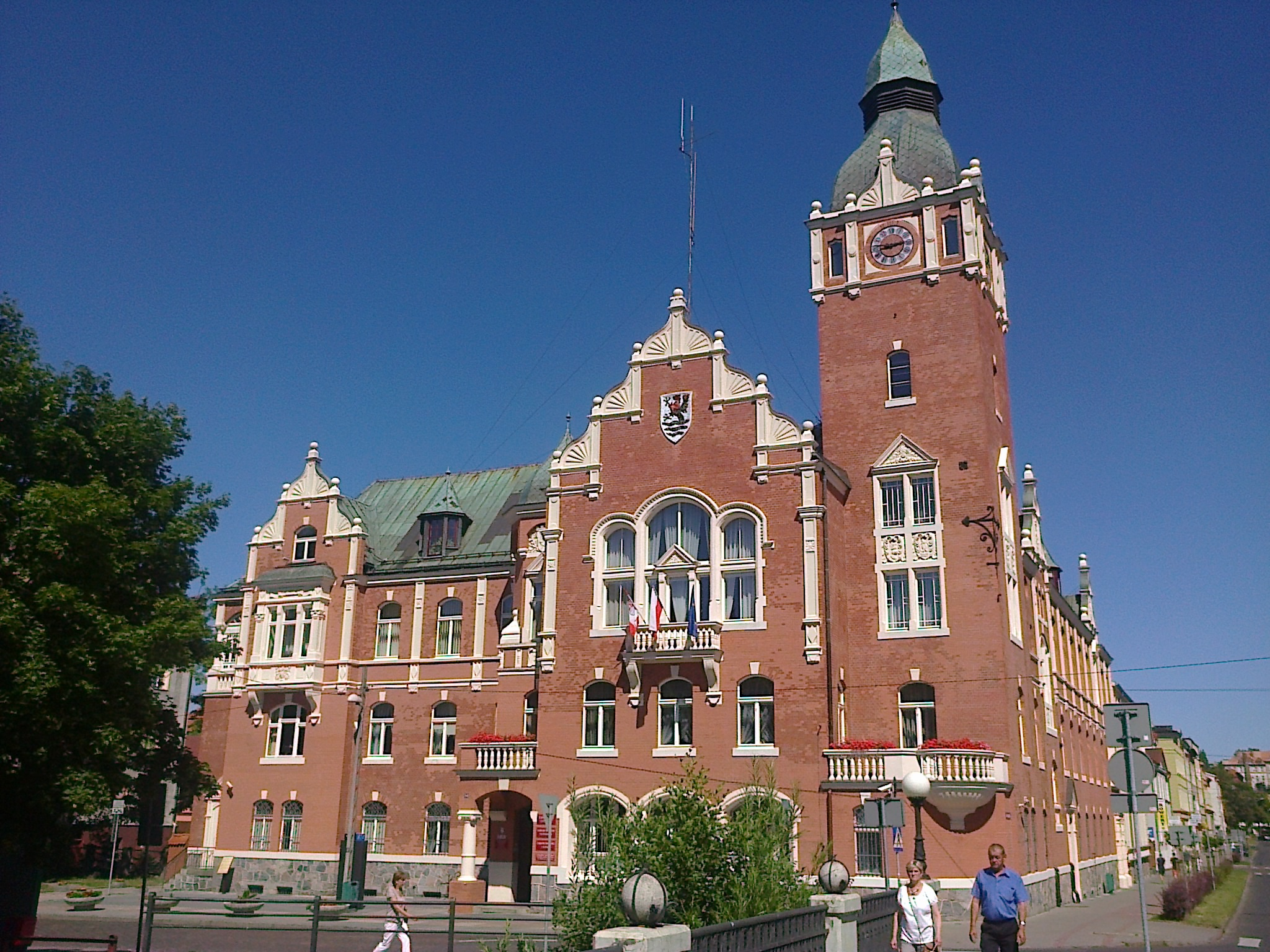
Будівля повітової управи

1901 року була побудована ратуша, яка в 1903 році стала будівлею повітових старост. У 1903—1910 роках розширено водогінну та каналізаційну мережу, побудовано механічну станцію очищення стічних вод. В 1910 році вулицями міста пройшов перший трамвай. У вересні 1910 року, на честь 600-річчя Магдебурзького права, Слупськ відвідав імператор Німецької імперії Вільгельм II. Розширення міста привело до значного зростання населення: станом на 1914 рік в місті проживало 34 430 осіб.
Під час Першої світової війни місто врятувалося від руйнації, а в 1919 році знову відновився трамвайний рух. Відповідно до рішень Версальського договору невеликі території районів Бютов, Лауенбург і Штольп 1 січня 1920 року було передано до складу Польщі для створення «польського коридору». 
Під час Другої світової війни до міста було спроваджено робітників з окупованих країн. 26 серпня 1944 року було утворено філію табору «Stutthof» під назвою «Aussenarbeitslager Stolp», в якому знаходились 382 чоловіки і 239 жінок, в основному євреїв з Латвії, Чехословаччини, Угорщини, Австрії, Польщі та Німеччини.
7 березня 1945 року до міста наблизилися радянські війська. Незадовго до їх приходу німці розстріляли 22 працівників та двох повісили.  9 березня місто було зайняте без бою, але радянські солдати навмисно підпалили будівлі в місті, особливо в Старій частині міста. В результаті пожеж більша частина історичного району була знищена. Деякі будівлі були відновлені з руїн тільки в 60-ті роки XX століття. Перша група польського уряду прибула до міста 23 квітня 1945 року. 7 травня 1946 року було повернуто польську назву міста. В 1950 році Слупськ та Слупський повіт опинилися в межах новоствореного Кошалінського воєводства, яке було поділене на 2 менші: Щецин та Кошалін. Столицею нового воєводства став Кошалін. 31 грудня 1961 року село Річево було включене до міста Слупськ.
1974 року з молочної кав'ярні «Poranek» створили першу в Польщі піцерію, яка працює і до сьогодні. 1985 року в місті Слупську був запущений тролейбусний рух. Завдяки мережі тролейбусних ліній з'єднався Слупськ і районами Устки.
Після адміністративної реформи 1975 року Слупськ став столицею Слупського воєводства, а з 31 грудня 1998 року, в результаті нової адміністративної реформи, став частиною Поморського воєводства.
У 1992—1994 роках в місті була проведена операція з перенесення історичної будівлі, збудованої в стилі прусського муру, яка належить торговцеві Ріхтеру, на галявину поблизу замку Поморських князів. Ця операція здійснювалася за фінансової підтримки органів Федеративної Республіки Німеччина.
10 січня 1998 року в місті Слупськ відбулося одне з найсерйозніших заворушень у Польщі після 1989 року, причиною якого стала смерть прихильника баскетбольної команди «Czarni Słupsk» внаслідок отриманих травм після втручання поліції.

## Місце Слупська у державному значенні
Слупськ тісно співпрацює з приморським містом Устка. Також є членом:
• Асоціація польських міст,
• Nowa Hansa (з 2007 року Слупськ є координатором діяльності асоціації Hanse в Польщі і є інші польські міста в Союзі),
• Союз Балтійських Міст,
• Асоціація польських повятів,
• Енергетичні міста,
• Асоціація міст і громад басейнів річок Слупя і Лупава.
Місто є резиденцією Слупського повіту і сільської комуни Слупська. Є також Морський офіс в місті і філія Управління маршала Поморського воєводства.
2014 року президент Слупська Роберт Бьедронь призначив повноважного представника з питань сталого розвитку та зеленої модернізації міста. Це, ймовірно, перша функція в цій галузі міського управління в Польщі, відповідає конституційному принципу сталого розвитку. 13 липня 2003 була підписана декларація про співпрацю в рамках Двоміаста між владою Слупська і Устки. Потрійне розуміння формула співпраці між трьома європейськими містами, тобто тристороння співпраця між Карлайлом і Фленсбургом, і Слупском. У рамках так званої Тристороньої угоди, яка була підписана 28 червня 1988 року у Фленсбурзі, реалізує політику співпраці між асоціаціями, молодіжними групами, художниками, жителями і однаково тісно між муніципалітетами і радниками. Результатом партнерства між Фленсбургом і Слупськом в 2007 році стала виставка фотографій Фленсбурга та околиць, а також зустріч польських і німецьких архітекторів у Фленсбурзі 8-11 листопада 2007 року. Були обговорені питання просторового управління та методи збереження культурної спадщини в архітектурі.
Угода з Гродно була укладена 30 липня 2010 року. Угода передбачає, що обидва міста будуть прагнути створити сприятливий клімат для розвитку відносин між Республікою Польща та Республікою Білорусь. Співпраця повинна здійснюватися на багатьох рівнях, включаючи соціальний, економічний і культурний. Слупськ співпрацює з Гродно вже багато років. Результатом цієї співпраці є активна діяльність, що проводиться протягом більше 20 років слупською владою у співпраці з Товариством друзів Вільно і Гродно в Слупську.

## Демографія
Демографічна структура станом на 31 березня 2011 року:
|          | Загалом | Допрацездатний вік | Працездатний вік | Постпрацездатний вік |
| -------- | ------- | ------------------ | ---------------- | -------------------- |
| Чоловіки | 45262   | 8114               | 32104            | 5044                 |
| Жінки    | 50620   | 7625               | 30667            | 12328                |
| Разом    | 95882   | 15739              | 62771            | 17372                |

## Відомі люди
- Ернст-Георг Бухтеркірх
- Даніель Одія
- Гражина Аугусцік